# Витебск (монитор)
«Ви́тебск» — монитор, относящийся к типу «Житомир»; один из четырёх мониторов этого типа.

## История корабля

Однотипный монитор «Городищe». 1939

Как и три остальных монитора этого типа, «Витебск» был построен в Данциге на судоверфи Danziger Werft и 13 августа 1920 года под названием «Warszawa» вошёл в состав речной флотилии Польши. Монитор был затоплен экипажем на реке Припять 18 сентября 1939 года при приближении Красной Армии. 11 октября 1939 года специальной группой ЭПРОН монитор был поднят и отбуксирован в Киев для ремонта.
Отремонтированный корабль вступил в строй 24 октября 1939 года и вошёл в состав Днепровской военной флотилии, а 17 июля следующего года был включён в состав Пинской военной флотилии, сформированной из судов Днепровской.
Начало Великой Отечественной войны «Витебск» встретил в составе дивизиона мониторов в Пинске и выдвинулся по направлению к Бресту, но уже 24 июня вернулся в Пинск. 28 июня с оставлением Пинска корабль отступил к Лунинцу, а 12 июля перешёл в район Речицы для поддержки контрудара 21-й армии. 15 июля корабль высадил десант партизан близ деревни Новая Белица и осуществил огневую поддержку, однако, попав под ответный артобстрел, отошёл.
С июля по сентябрь 1941 года корабль принимал участие в боях на Березине под Бобруйском, в районе Остра на Десне, у Домантово, Сухолучья и под Киевом на Днепре. Летом 1941 года представлен Военным Советом Юго-Западного фронта к награждению орденом Красного Знамени.
С 16 по 18 сентября 1941 года «Витебск» прикрывал район переправ около Киева. 18 августа на Березине в районе Береговой слободы «Витебск» попал под удар авиации, но получил незначительные повреждения.
31 августа в связи с выходом немецко-фашистских войск к Днепру «Витебск» участвовал в прорыве к Киеву. В районе деревни Сваромье корабль получил прямое попадание. При оставлении войсками Киева, в районе села Хотинки 18 сентября 1941 года, монитор «Витебск» был взорван экипажем. 6 октября 1941 года монитор был исключён из списков судов ВМФ.
В августе 1944 года корабль был поднят РАСО Днепровской флотилии, отбуксирован в Киев, но из-за нецелесообразности ремонта сдан «Главвторчермету» для разделки на металл.

## Командиры
- До 1939 года: старший лейтенант Ян Май
- С 1939 по 1941 годы: старший лейтенант А. И. Варганов[5][6]